# Bairro-jardim

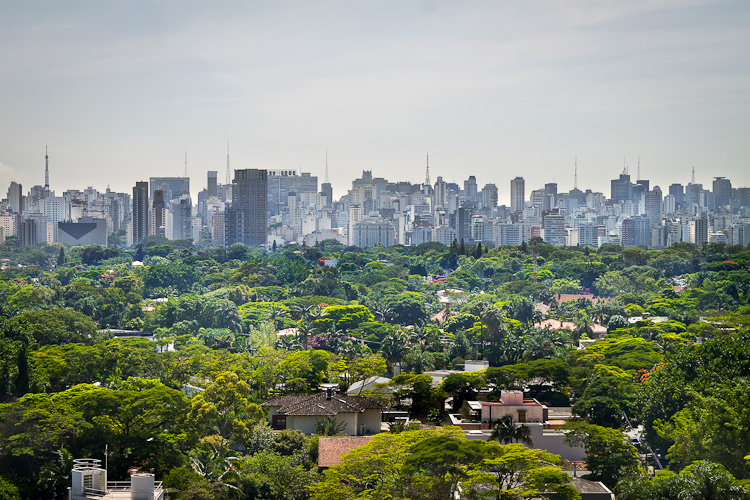
A região dos Jardins em São Paulo, primeira cidade na América a obter um bairro-jardim, chamado de Jardim América.

Bairro-jardim é um bairro planejado segundo o conceito inglês de cidade-jardim. Geralmente são bairros nobres destinados às classes mais altas da sociedade. Apresentam praças, parques, intensa arborização em suas calçadas e traçado urbano diferenciado, circundado por amplas avenidas.

## História
Conceito de Garden city
O conceito de cidade-jardim foi criado pelo urbanista inglês Ebenezer Howard no final do século XIX. Howard idealizou um modelo de urbanização que combinava o melhor da cidade e do campo, com o objetivo de proporcionar uma melhor qualidade de vida aos seus habitantes. Sua intenção era criar comunidades autossuficientes, com áreas verdes abundantes, que pudessem oferecer um ambiente saudável e agradável para viver, longe da poluição e do caos das grandes cidades.

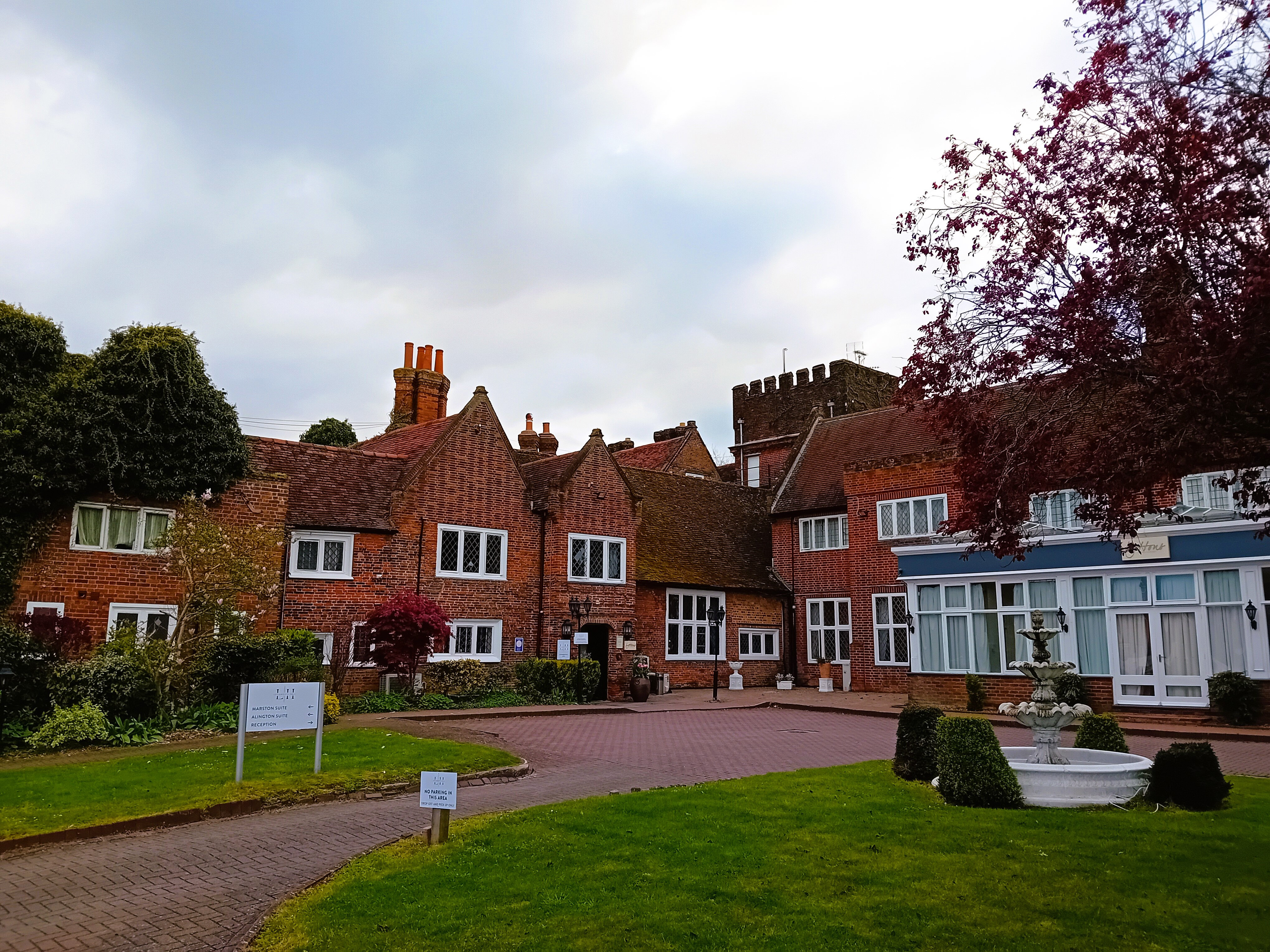
Hotel em Letchworth Garden City primeira cidade-jardim, na Inglaterra.

Surgiram como uma resposta ao crescimento desordenado das cidades durante a Revolução Industrial, buscando integrar o ambiente urbano com a natureza. Esses bairros são caracterizados por ruas arborizadas, praças e jardins públicos, oferecendo uma melhor de vida elevada e uma estética diferenciada.
Muitos bairros-jardim estão localizados em áreas de importância histórica, preservando não apenas a arquitetura, mas também a memória cultural das cidades. Por exemplo, os bairros-jardim das cidades de Letchworth e Welwyn, fundadas respectivamente em 1903 e em 1920 na Inglaterra. Elas não só são marcos do movimento cidade-jardim, mas também amostras do legado urbanístico que continua até os dias atuais. Em suma, os bairros-jardim representam uma fusão bem-sucedida entre urbanismo e natureza, oferecendo uma alternativa sustentável e estética ao desenvolvimento urbano tradicional. Eles permanecem relevantes na atualidade, servindo como modelos para o planejamento urbano que busca equilibrar progresso e preservação ambiental.
Primeiros Exemplos

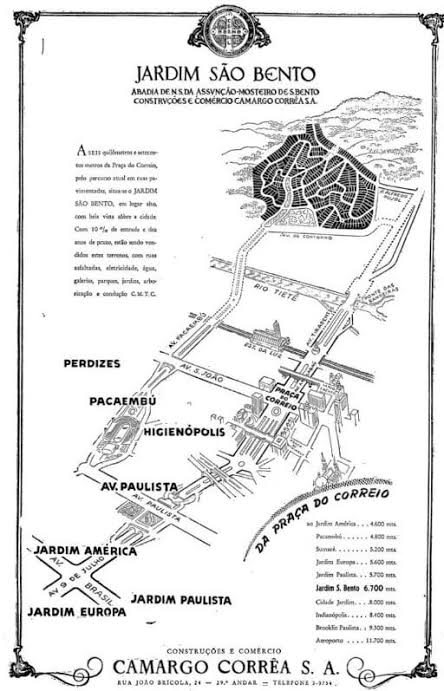
Propaganda da década de 1940, mostra a distancia do Jardim São Bento até outros bairros-jardins: Jardim América, Paulista e Pacaembu.

Os primeiros exemplos de cidades-jardim surgiram na Inglaterra  e influenciaram o planejamento urbano em várias partes do mundo, incluindo a Europa Central e América Latina, podemos ver a teoria (conceito) em muitos bairros planejados. No Brasil em 1913 a City of São Paulo Improvements and Freehold Land Company Limited contratou os urbanistas ingleses Barry Parker e Raymond Unwin o projetarem primeiro bairro-jardim da América Latina, empreendimento chamado de Jardim América. Após o sucesso de vendas dos lotes do mesmo, foram lançados outros bairros paulistanos no mesmo estilo, tais como: Jardim Europa, Pacaembu e Alto de Pinheiros. Na mesma cidade esses bairros possuem atualmente um alto grau de importância devido suas grandes áreas de solo permeável e arborização, alguns deles são tombados pelo CONDEPHAAT.
Em Portugal, o modelo de bairros-jardim inspirou a construção de boa parte dos chamados "Bairros de Casas Económicas" das maiores cidades, com destaque para os bairros dos Olivais, Serafina, Madre de Deus e Encarnação, em Lisboa, do Bairro do Marechal Gomes da Costa, no Porto, e do Bairro Norton de Matos, em Coimbra.

## Características
Inspirados no teoria-jardim foram desenvolvidos com a intenção de criar espaços urbanos que integrassem a natureza ao ambiente construído. Exemplos notáveis incluem os bairros de Cidade Jardim, Alto da Lapa, Panamby, Sumaré, City América, City Butantã, Jardim São Bento, Jardim França e alguns bairros do distrito do Morumbi em São Paulo. Esses bairros são caracterizados por ruas arborizadas de traçado tortuoso, praças e parques, além de uma baixa densidade populacional, o que contribui para a redução das ilhas de calor urbanas e melhora o escoamento da água da chuva, prevenindo inundações ou enchentes.
Os bairros apresentam:
- Planejamento urbano racional: As áreas são planejadas de forma ordenada, com ruas largas e arborizadas, e uma distribuição equilibrada entre áreas residenciais e espaços verdes.[11]
- Integração com a Natureza: A presença de jardins e parques é uma marca registrada, promovendo um ambiente mais saudável e esteticamente agradável.
- Sustentabilidade: O uso racional do solo e a presença de vegetação ajudam a mitigar problemas ambientais urbanos, como ilhas de calor e enchentes.
- Destinação Social: Originalmente, os bairros jardins foram destinados a classes sociais mais altas, oferecendo um estilo de vida mais exclusivo e tranquilo, longe do tumulto dos centros urbanos. No entanto, o conceito de cidade-jardim também influenciou o desenvolvimento de habitações populares em algumas regiões, adaptando os princípios de integração com a natureza e planejamento racional para diferentes contextos sociais.
- Praças: As praças são espaços públicos abertos, frequentemente ajardinados, que servem como ponto de encontro e convivência para os moradores. Elas podem incluir bancos, fontes, áreas de lazer, estátuas e até pequenos quiosques. As praças são importantes para a vida comunitária, servindo como locais para eventos culturais e sociais.
- Parques: Parques são áreas mais extensas que oferecem um refúgio da agitação urbana. Eles podem ter trilhas para caminhadas, ciclovias, áreas de piquenique, lagos artificiais, playgrounds e espaços para prática de esportes. A presença de parques é crucial para a promoção da saúde e bem-estar, proporcionando um ambiente para atividades físicas e relaxamento.
- Clubes: Os clubes geralmente são instalações privadas ou semi-privadas que oferecem uma variedade de serviços recreativos e sociais, como piscinas, quadras esportivas, academias, restaurantes e salões de eventos. Eles são locais de lazer e interação social, muitas vezes funcionando como um ponto central na vida social dos membros.
- Intensa Arborização nas Calçadas: A arborização intensa nas calçadas não só embeleza a área como também melhora a qualidade do ar, oferece sombra e ajuda a reduzir a temperatura ambiente. Árvores e plantas ao longo das ruas criam um ambiente mais agradável e acolhedor tanto para pedestres quanto para motoristas.
- Traçado Urbano Diferenciado e Tortuoso: Um traçado urbano diferenciado e tortuoso se afasta do tradicional grid, com ruas que podem ser curvas ou sinuosas, muitas vezes seguindo a topografia natural da área. Esse tipo de planejamento pode gerar uma sensação de descoberta e intimidade, além de reduzir a velocidade do tráfego, tornando as ruas mais seguras para pedestres.
- Circundado por Amplas Avenidas: A presença de amplas avenidas ao redor de um bairro fornece fácil acesso e mobilidade, conectando a área a outras partes da cidade. Essas avenidas podem ser arborizadas e projetadas para acomodar não apenas veículos, mas também ciclovias e calçadas largas para pedestres.
- Arquitetura Variada e Esteticamente Agradável: Edifícios com estilos arquitetônicos diversificados, que podem incluir desde construções históricas até obras modernas.
- Segurança e Iluminação Pública: Um ambiente seguro, com boa iluminação pública, câmeras de segurança e presença de policiamento comunitário.

Obs: Podem ou não apresentar comércio local e serviços como lojas, cafése restaurantes.
| Bairro                  | Localização                   | Imagem | Sobre: |
| ----------------------- | ----------------------------- | ------ | --- |
| Hampstead Garden Suburb | Londres, Grã-Bretanha         |        | é um subúrbio elevado localizado ao norte de Hampstead, em Londres, conhecido por sua rica herança cultural e arquitetônica. Projetado no início do século XX por Henrietta Barnett e os arquitetos Raymond Unwin e Richard Barry Parker, o bairro foi concebido como um exemplo ideal de cidade-jardim, integrando residências, áreas verdes e espaços comunitários. Com ruas arborizadas, praças paisagísticas e uma atmosfera tranquila, Hampstead Garden Suburb é famoso por suas associações intelectuais, artísticas e literárias, atraindo uma comunidade diversificada e criativa. O planejamento urbano do bairro prioriza a estética e a funcionalidade, criando um ambiente que promove a convivência social e o bem-estar dos moradores, sem a presença de indústrias ou pubs, o que contribui para sua atmosfera pacífica e residencial. |
| Hellerau                | Dresden, Alemanha             |        | Bairro localizado nos arredores de Dresden, na Alemanha, que se destaca como a primeira cidade-jardim do país, projetada em 1909 com base nos princípios de Ebenezer Howard. O planejamento urbano do bairro integra residências, espaços públicos e áreas verdes, promovendo um ambiente harmonioso e saudável. Com uma arquitetura funcional e simples, Hellerau é cercado por parques e jardins, além de ser um centro cultural conhecido pelo Festspielhaus Hellerau, que abriga eventos artísticos. O bairro enfatiza a sustentabilidade e a convivência comunitária, refletindo os ideais da cidade-jardim. |
| Jardim América          | São Paulo, Brasil             |        | Localizado na região dos Jardins, apresenta ruas arborizadas de traçado tortuoso e por uma arquitetura que mescla estilos, incluindo casas de alto padrão e edifícios residenciais. As construções são predominantemente de baixa altura, apresenta muitas praças e os clubes afluentes Club Athletico Paulistano e a Sociedade Harmonia de Tênis, além de diversas delegações internacionais com seus consulados. |
| Pinelands               | Cidade do Cabo, África do Sul |        | O bairro exemplifica os princípios da teoria da Cidade Jardim. Projetado na década de 1920, foi uma das primeiras áreas suburbanas planejadas do país, com o objetivo de criar um ambiente que integrasse a vida urbana com a natureza. Projetado com ruas largas e arborizadas, com casas que são predominantemente de estilo arquitetônico "Cape Dutch", refletindo a herança cultural da região. Espaços verdes amplos e parques que promovem locais para atividades recreativas e sociais. |
| Forest Hills Gardens    | NYC, Estados Unidos           |        | Projetado no início do século XX por Frederick Law Olmsted Jr. como um exemplo de cidade-jardim. Caracterizado por suas ruas arborizadas, calçadas largas e casas unifamiliares de estilo Tudor e colonial, o bairro promove um ambiente tranquilo e harmonioso. Com amplos espaços verdes, incluindo parques e jardins comunitários, incentiva a interação social entre os moradores e possui uma forte identidade comunitária. Além de sua atmosfera familiar e segura, o bairro é bem conectado ao restante da cidade, oferecendo fácil acesso ao transporte público. |
| Bramley                 | Leeds, Grã-Bretanha           |        | É um distrito localizado na parte oeste de Leeds, Inglaterra, conhecido por sua rica herança histórica e arquitetura variada, que inclui edifícios vitorianos e habitações modernas. O bairro oferece várias áreas verdes, destacando-se o Bramley Park, que proporciona vistas panorâmicas e é um local popular para atividades ao ar livre. Com uma forte identidade comunitária, Bramley promove eventos que incentivam a interação entre os moradores, e é bem conectado ao centro de Leeds por meio de transporte público, tornando-o um lugar acolhedor e acessível para famílias e profissionais. |
| Radburn                 | New Jersey, Estados Unidos    |        | É uma comunidade planejada localizada em Fair Lawn, Nova Jersey, fundada em 1929 como um exemplo de cidade-jardim nos Estados Unidos. Projetada pelos arquitetos Clarence Stein e Henry Wright, o bairro é caracterizado pela separação de pedestres e veículos, com ruas sem saída e caminhos para pedestres que promovem um ambiente seguro e tranquilo. Radburn é cercado por espaços verdes e parques que incentivam atividades recreativas, além de possuir uma forte identidade comunitária, com associações de moradores ativas. Apesar de sua natureza suburbana, o bairro oferece fácil acesso ao transporte público, tornando-o um lugar desejável para se viver na região metropolitana de Nova Iorque. |
| Santa Cruz              | Lisboa, Portugal              |        | Localizado na freguesia de Benfica em Lisboa, é uma área residencial tranquila e familiar, caracterizada por casas baixas de estilo típico da região. Com uma boa infraestrutura que inclui comércio local e transporte público, o bairro atende bem às necessidades dos moradores. Além disso, a proximidade de parques e áreas verdes contribui para uma qualidade de vida elevada, permitindo atividades ao ar livre. |